# 퓨어뷰

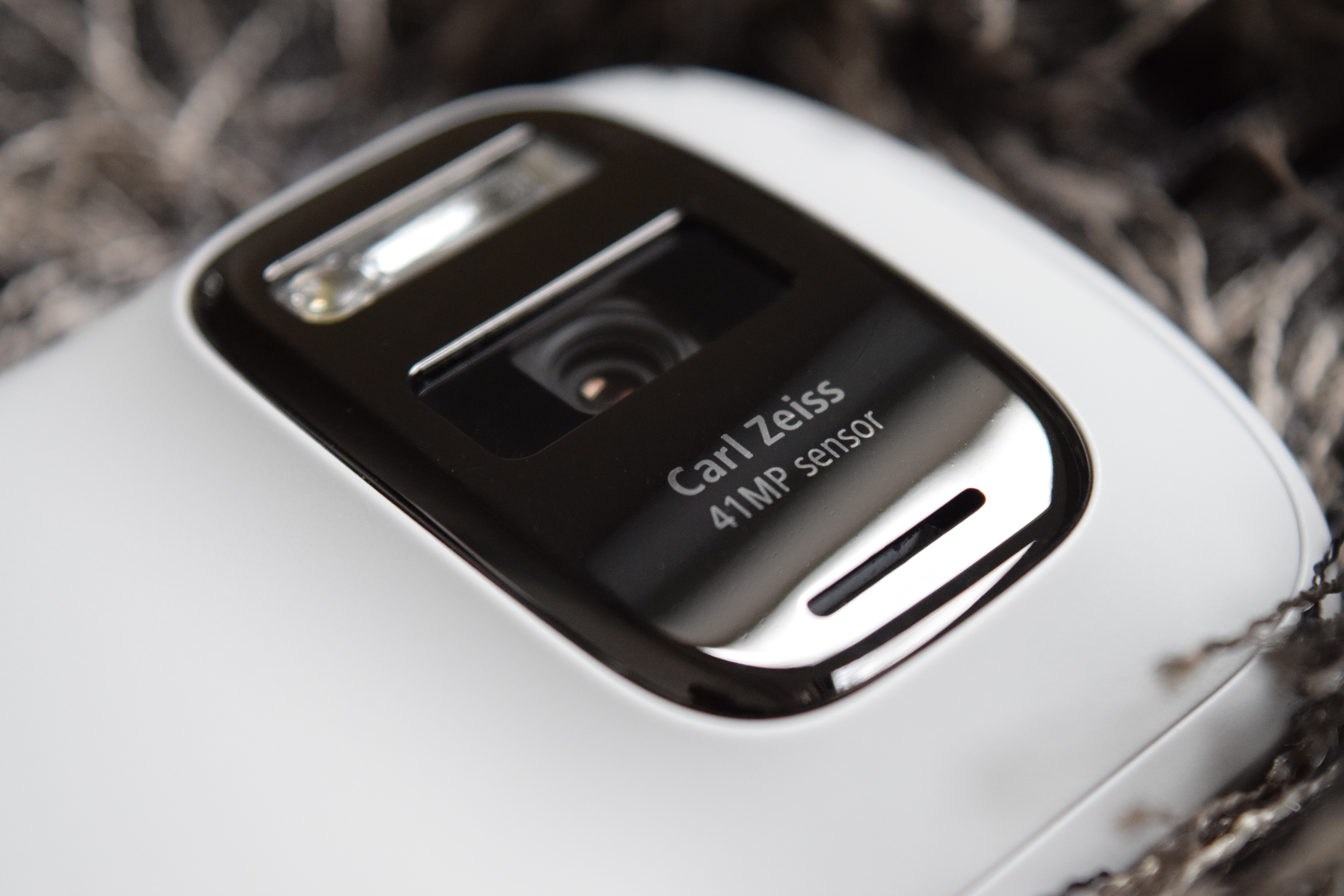
노키아 808 퓨어뷰

노키아 퓨어뷰(Nokia PureView)는 노키아에서 마이크로소프트 루미아(구 노키아 루미아) 시리즈를 위해 독자적으로 개발된 일군의 프리미엄 스마트폰 카메라이다. 노키아의 휴대폰 사업부가 마이크로소프트에 인수됨에 따라 그 상표와 모든 이미징 기술이 마이크로소프트의 소유가 되었고 현재는 마이크로소프트 산하의 트레이드마크로 존재한다.
퓨어뷰 카메라는 최고의 스마트폰 카메라중 하나로 세계적으로 높이 평가받았고 그 한계에 대한 도전과 실험정신으로 41메가 픽셀의 노키아 808(루미아 시리즈는 아님)과 노키아 루미아 1020같은 선구적인 결과물을 내놓았다. 이 둘은 출시 당시에는 그 어떤 스마트폰보다 높은 해상도의 이미지 센서를 갖고 있었다.
카메라는 오버샘플링 전용으로 사용되는 온 칩 이미지 프로세서와 향상된 디지털 줌과 노이즈 감소를 자랑한다. 이는 제논 플래시와 1080p HD 비디오 카메라, 고해상도 칼 자이스 1군 비구면 렌즈의 결과물이다. 노키아 808과 달리 노키아 루미아 1020은 광학 손떨림 방지(OIS) 기능을 갖고 있다. 후에 나온 다른 루미아 퓨어뷰 스마트폰 카메라들도 OIS 기능을 갖고 있고,이 이후 OIS는 퓨어뷰의 기준 조건중 하나가 되었다.

## 모델
- 노키아 808 퓨어뷰 (심비안 벨르)
- 노키아 루미아 920 (윈도우 폰 8)
- 노키아 루미아 925 (윈도우 폰 8)
- 노키아 루미아 928 (윈도우 폰 8)
- 노키아 루미아 아이콘 (윈도우 폰 8)
- 노키아 루미아 830 (윈도우 폰 8.1)
- 노키아 루미아 930 (윈도우 폰 8.1)
- 노키아 루미아 1020 (윈도우 폰 8)
- 노키아 루미아 1520 (윈도우 폰 8)
- 마이크로소프트 루미아 950 (윈도우 10 모바일)
- 마이크로소프트 루미아 950 XL (윈도우 10 모바일)

## 같이 보기
- 마이크로소프트 루미아